# گاما قطب‌نما
گاما قطب‌نما یک ستاره است که در صورت فلکی قطب‌نما قرار دارد.